# Římskokatolická farnost u kostela Nejsvětějšího Srdce Páně, Brno-Husovice
Římskokatolická farnost u kostela Nejsvětějšího Srdce Páně, Brno-Husovice je územním společenstvím římských katolíků v rámci brněnského děkanství brněnské diecéze s farním kostelem Nejsvětějšího srdce Páně.

## Historie farnosti
Farnost byla ustavena 1. ledna 1911 poté, co byl postaven a vysvěcen nový husovický kostel Nejsvětějšího srdce Páně. Do té doby spadaly Husovice pod zábrdovickou farnost. Při vzniku farnosti byly do ní začleněny také Soběšice, které do té doby patřily do obřanské farnosti.
Až do roku 1950 zde působili řádoví kněží salvatoriáni. Po jejich internaci přešla duchovní správa na diecézní kněze, v 90. letech 20. století byla duchovní správa svěřena Řádu menších bratří (františkánům). Ti na území farnosti žili od 70. let 20. století v podmínkách podzemní církve – v civilních domech a civilním zaměstnání až do pádu komunistického režimu v roce 1989, kdy se přestěhovali na husovickou faru.
K 1. lednu 2005 byla z částí farností Brno-Královo Pole a Brno-Husovice zřízena farnost Brno-Lesná. Její součástí se kromě vlastní Lesné staly také Soběšice, které ale byly k 1. lednu 2013 přičleněny zpět k Husovicím.

## Duchovní správci
Od srpna 2012 byl farářem P. Filip Jan Rathouský, OFM. Toho od září 2017 vystřídal P. Mgr. Ignác Vojtěch Majvald, OFM. Od 1. ledna 2024 je farářem P. Robert Klučka, OFM.

## Bohoslužby
| Kostel                            | Místo         | Bohoslužba (den)                                 | Hodina                                          | Poznámka        |
| --------------------------------- | ------------- | ------------------------------------------------ | ----------------------------------------------- | --------------- |
| Nejsvětějšího srdce Páně          | Brno-Husovice | neděle pondělí úterý středa čtvrtek pátek sobota | 7.30, 10.00, 18.00 18.00 17.00 (pro děti) 18.00 | farní kostel    |
| Neposkvrněného početí Panny Marie | Brno-Soběšice | neděle pondělí úterý středa čtvrtek pátek sobota | 8.45, 18.00 (slavnosti) 7.00                    | filiální kostel |

## Aktivity ve farnosti
Probíhá pravidelná výuka náboženství, farní duchovní obnova a biblické hodiny, příprava na první svaté přijímání a biřmování, scházejí se ministranti. Aktivní je pěvecká schola, Každé druhé úterý v měsíci se koná v kostele smírná pobožnost růžencového společenství. Farnost vydává zpravodaj Srdíčko, společný pro brněnské římskokatolické farnosti Husovice a Lesná. 
Farnost se pravidelně účastní projektu Noc kostelů. a každoročně pořádá farní ples.
Od roku 2018 vydává farnost stolní kalendář s katolickými slavnostmi i svátky. Kalendář s předstihem zve na akce orelské jednoty a jiných blízkých společenství. Snímky dříve připomínaly historii, stále více se ale zaměřují na vztahy a vše, co farnost prožívá aktuálně.
Ve farnosti se pravidelně koná tříkrálová sbírka, v roce 2015 se při ní vybralo v Husovicích 65 212 korun. Při sbírce v roce 2016 se vybralo v Husovicích 72 302 korun a v Soběšicích 39 297 korun.
V roce 2017 byl výtěžek sbírky v Husovicích 70 659 korun a v Soběšicích 47 914 korun. O dva roky později bylo vybráno v Husovicích 89 406 korun a v Soběšicích 60 537 korun.
V prosinci 2016 uspořádala farnost den postu spojený s modlitbami a oběťmi za vážné problémy v rodinách a mezilidských vztazích.
Dnem vzájemných modliteb farností za bohoslovce a bohoslovců za farnosti brněnské diecéze je 14. květen. Adorační den připadá na 10. září.

## Primice
Ve farnosti slavil 11. července 2010 svoji druhou primici novokněz P. Bonaventura Ondřej Čapek, OFM.

## Zajímavosti

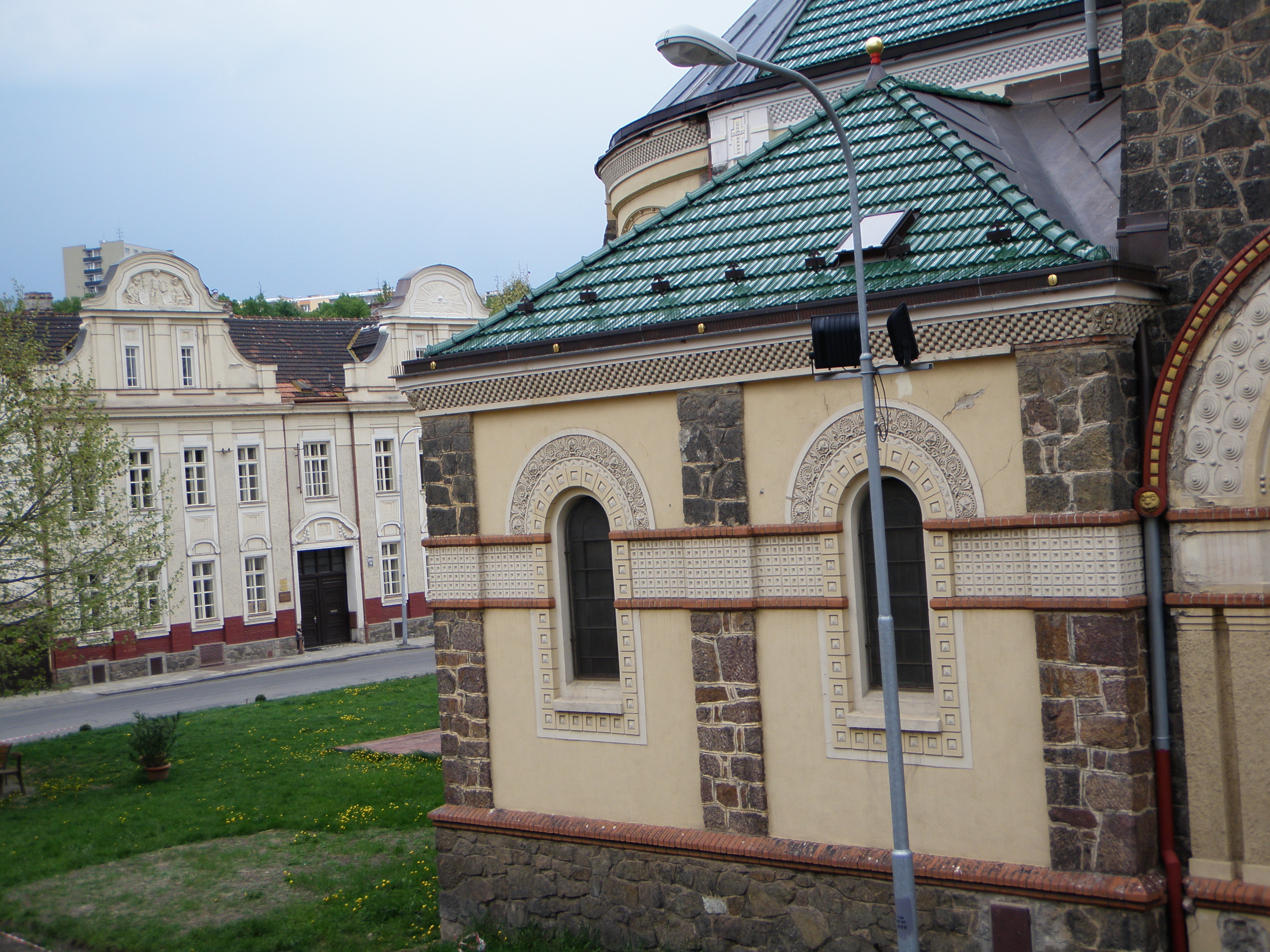
Pohled na kostel a faru v Husovicích

- Dne 1. května 1894 se v Husovicích narodila pozdější řeholní sestra Marie Restituta (vl. jm. Helena Kafková), kterou roku 1998 ve Vídni prohlásil papež Jan Pavel II. za blahořečenou.[18]